# Марія Єлизавета Австрійська
Ерцгерцогиня Марія Єлизавета Жозефа Антонія Австрійська (нім. Maria Elisabeth Josefa Johanna Antonia; 13 серпня 1743 — 22 вересня 1808) — шоста дитина і третя вціліла донька Марії-Терезії та Франца I. Настоятелька монастиря шляхетних панянок в Інсбруку з 1780 по 1806 рік.

## Життєпис
Марія Єлизавета отримала звичайну освіту доньок імператриці, зосереджену на досягненнях, покликаних зробити її привабливою дружиною королівського двору. Її описували як дещо нестійку за характером. 
Вважалася найкрасивішою з усіх доньок Марії-Терезії. Сучасники згадували, що вона чудово це усвідомлювала. Мати Марія-Терезія пестливо у називала доньку „Eine Kokette der Schönheit” («Гарна кокетка»), зазначаючи: «Не мало значення, чи був захоплений погляд від принца чи швейцарського гвардійця, Єлизавета була задоволена».
На весіллі свого брата Йосипа в 1765 році вона зіграла партію Мельпомени в опері Глюка «Парнас у сум'ятті».

## Плани шлюбу
Краса Марії Єлизавети вважалася цінною у шлюбній політиці її матері. Однак її шлюб затягнувся через високі очікування щодо статусу нареченого.
Коли Карл III овдовів у 1761 році, між Іспанією та Австрією точилися переговори про шлюб між Карлом III та Марією Єлизаветою, але вони в кінцевому підсумку закінчилися невдачею. Згодом було запропоновано шлюб із польським Станіславом, після його сходження на престол у 1764. Весілля не відбулося через те, що Катерина II висловила невдоволення даною пропозицією. Марія Єлизавета хотіла одружитися зі своїм двоюрідним братом, принцом Бенедетто, герцогом Шабле. Та її брат Йосиф II не вважав такий шлюб політично вигідним. У 1767 році, коли їй було 24, за мірками XVIII століття, її вік вважався пізнім для шлюбу.
У 1768 році, одночасно з обговоренням шлюбу між її молодшою сестрою Марією Антонією (згодом Марією-Антуанеттою ) і спадкоємцем французького престолу, було висловлено пропозицію заручити Марію Єлизавету з овдовілим королем Франції Людовіком XV, що призвело б до у подвійного шлюбного союзу між Францією та Австрією. Шлюбний договір був підготовлений і переговори майже завершені. Однак до завершення переговорів Марія Єлизавета захворіла віспою. Хоча вона повністю одужала, хвороба пошрамувала її обличчя, знищивши її красу. Таким чином усі плани щодо шлюбу Марії Єлизавети були зірвані. Крім того, партія «Шуазель» при французькому дворі виступала проти повторного одруження короля Людовика XV. 

## Настоятельство
Марія Єлизавета була призначена канонесою монастиря шляхетних дам в Інсбруку своєю матір'ю, як і її сестра Марія Анна. Вона насправді не жила в монастирі та продовжувала жити в Імператорському дворі.
Після смерті матері-імператриці Марії-Терезії в 1780 році Йосиф II попросив Марію Єлизавету та її сестер Марію Анну та Марію Христину покинути двір. Марія Єлизавета вирушила до монастиря шляхетних дам в Інсбруку, заснованого матір'ю в 1765 році.
Марія Єлизавета проживала в Інсбруку як настоятелька монастиря благородних дам близько 15 років. Тут, а точніше в імператорському замку Інсбрука, Марія Єлизавета проживала з травня 1781 року по січень 1806 року. Її становище мало нагадувало монастирське життя. Марія Єлизавета не жила відокремленим життям, приймала гостей і часто влаштовувала сімейні прийоми. Друзі описували її як популярну людину з запальною особистістю. Під час свого візиту сер Джон Свінберн описав її гостру дотепність і жартівливу самоіронію.
Коли її молодший брат Леопольд став імператором у 1790 році, він почав залучати її до державних справ. Він дав їй представницькі завдання, і в 1790 році вона урочисто відкрила провінційну асамблею (ландтаг) в Інсбруку замість нього. Також вона часто виступала як його представниця під час урочистих заходів в Інсбруку. Вона часто приймала важливих гостей, таких як принци, а також розважала таких артистів, як Йоганн Гете. 
Останні роки життя провела в Лінці, де й померла 22 вересня 1808 року. Похована в єзуїтському костелі Лінца.